# Kulířov
Kulířov (deutsch Kulirschow, auch Kulirzow) ist eine Gemeinde in Tschechien. Sie liegt 15 Kilometer östlich von Blansko und gehört zum Okres Blansko.

## Geographie

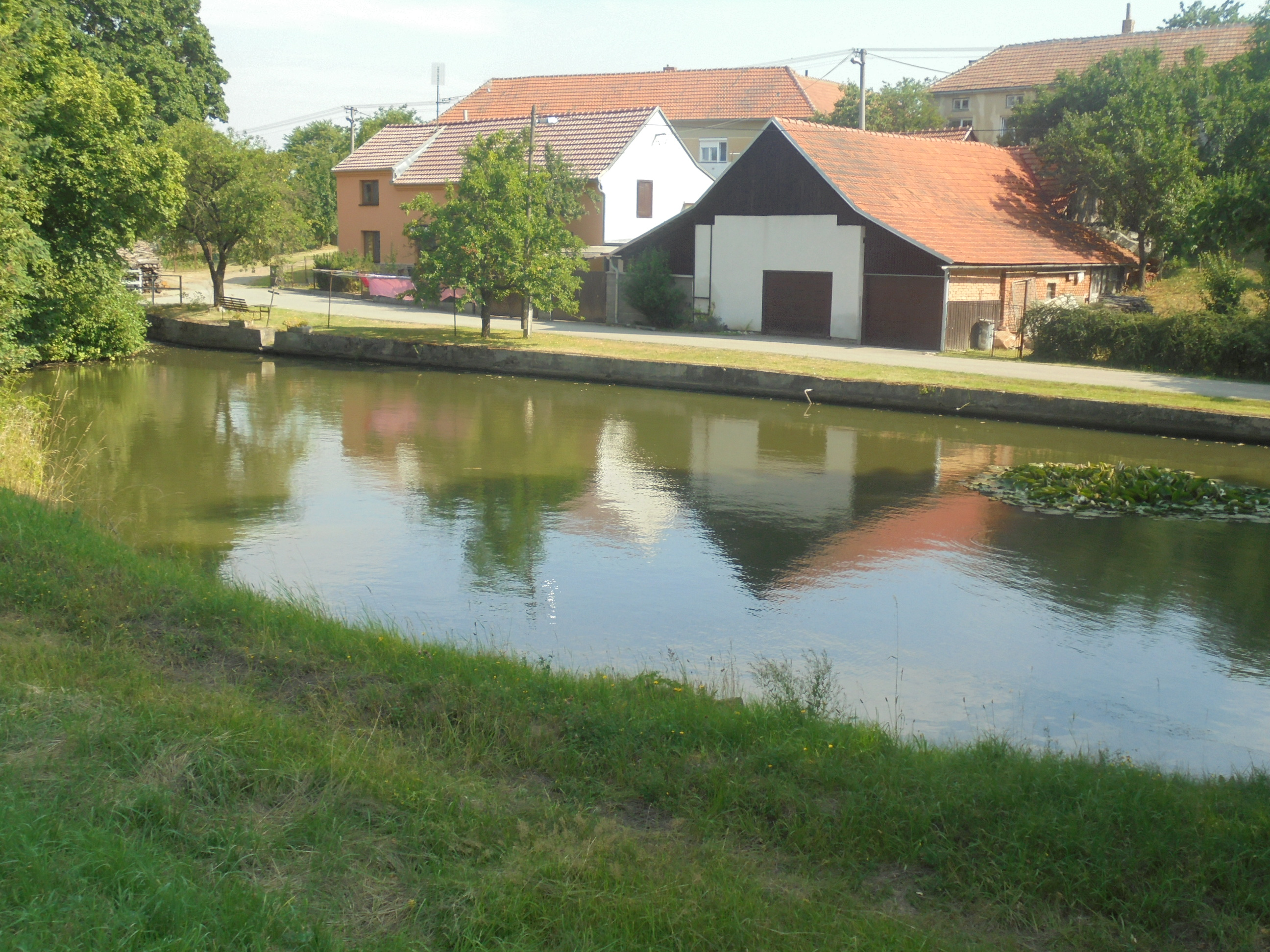
Kulířov

Kulířov befindet sich am Rande der Hochfläche des Drahaner Berglandes in der Quellmulde des Baches Kulířovský potok. Westlich entspringt die Malá Haná. Gegen Süden liegt der Truppenübungsplatz Březina. Südwestlich erhebt sich der Kojál (600 m). Im Südosten liegt die Wüstung Mechlov, südlich die Wüstung Schreynern.
Nachbarorte sind Marianín und Rozstání im Norden, Odrůvky im Nordosten, Nová Myslivna und Studnice im Osten, Doubrava im Südosten, Ruprechtov und Podomí im Süden, Krásensko, Kotvrdovice und Krasová im Südwesten sowie Lipovec im Nordwesten.

## Geschichte
Der Ort wurde wahrscheinlich in der Mitte des 13. Jahrhunderts im Zuge der Kolonisation der Gegend durch die Herren von Čeblovice als Waldhufendorf angelegt. Die ersten Siedler waren Deutsche. Erstmals urkundlich erwähnt wurde das zur Herrschaft Hohlenstein gehörige Dorf Kylein 1349 in der Landtafel bei der Eintragung des vor 1321 erfolgten Verkaufs des größten Teils der Herrschaft durch Čeněk von Leipa an Wok/Vok, der dem mährischen Geschlecht der Hrut entstammte und den eigenständigen Stamm der Herren von Holstein begründete. Die deutsche Besiedlung erlosch im 14. Jahrhundert. Als Wok II. von Holštejn 1371 in der Landtafel seine Güter eintragen ließ, wurde das Dorf bereits mit dem tschechischen Namen Cholerzow bezeichnet. Sein Sohn Wok III. teilte die Güter noch zu Lebzeiten mit seinem Sohn Wok IV., der seinen Sitz auf Lipovec nahm und auch das Prädikat Wok von Lipovec gebrauchte. Wok IV. fiel 1420 in der Schlacht bei Vyšehrad. Während der Hussitenkriege wurde die Gegend verwüstet. 1437 verkaufte Wok V. die Herrschaft an Hynek von Waldstein. Später erwarb Wok V. zumindest einen Teil der Herrschaft zurück. 1455 verkaufte er den nördlichen Teil mit der Burg und dem Städtchen Holštejn, den Dörfern Ostrov, Kulirzow und Lipovec sowie dem wüsten Dorf Housko  an Půta von Sovinec auf Doubravice. 1474 erbten die Brüder Jindřich, Zikmund, Jan und Heralt von Sovinec und Doubravice die Güter. Sie verkauften den Besitz 1483 an Dobeš Černohorský von Boskowitz. Der Raubritter Beneš von Boskowitz und Trzebow veräußerte 1505 die Burg Hohlenstein mit den Dörfern Šošůvka, Ostrov, Hamlíkov und Hausko sowie das halbe Dorf Podomí für 1200 ungarische Goldgulden an Hynek von Popůvek auf Pozořice. Im Jahre 1511 wurde der Ort als Kulirzow bezeichnet. Nach 1525 erbte Hyneks Schwiegersohn Johann Pawlowsky von Widbach die Herrschaft. Er verstarb wenig später und zweiter Ehe heiratete Margarethe von Popůvek Oldřich Přepický von Rychmberk, der nach 1552 verstarb. Ab 1567 gehörte das Dorf zu den Besitzungen von Bernard Drnovský von Drnovec. Er vereinte die Güter Jedownitz und Raitz zu einem Dominium. Das Geschlecht Drnovský starb 1667 mit Johanka von Rogendorf gänzlich aus und die Besitzungen fielen ihren Sohn Johann Christian von Rogendorf zu. Die Reichsgrafen zu Rogendorf und Mollenburg besaßen die Herrschaft bis 1763. Danach erwarb Anton Josef Altgraf zu Salm-Reifferscheidt den Besitz. 1784 bestand zu dieser Zeit aus 51 Häusern, in denen 233 Menschen lebten. Am 1. Mai 1785 wurde das Dorf zur neuen Pfarre in Lipovec umgepfarrt, zuvor gehörte das Dorf zum Pfarrsprengel Jedovnice. Zugleich wurde Lipovec auch Schulort. An der Stelle eines herrschaftlichen Hegerhauses entstand 1813 nördlich von Kulirzow die Ansiedlung Mariendorf. Bis zur Mitte des 19. Jahrhunderts blieb Kulířov immer der Herrschaft Raitz untertänig, Besitzer waren die Grafen Salm-Reifferscheidt-Raitz.
Nach der Aufhebung der Patrimonialherrschaften bildete Kulířov/Kulirzow ab 1850 eine Gemeinde in der Bezirkshauptmannschaft Boskowitz. 1883 wurde in Kulířov eine Dorfschule eingerichtet. Während der deutschen Besetzung erfolgte 1940 der Beschluss zur Erweiterung des Schießplatzes Wischau zu einem großen Truppenübungsplatz der Wehrmacht. Zu den 33 für die Errichtung des Truppenübungsplatzes Wischau zu räumenden Dörfern gehörte in der letzten bis 1944 zu realisierenden Etappe auch Kulířov. 1943 erfolgten die ersten Aussiedlungen. In den 127 Häusern des Ortes lebten zu dieser Zeit 646 Menschen. Die meisten der Vertriebenen kehrten nach Kriegsende zurück. 1948 wurde Kulířov dem Okres Blansko zugeordnet. Auf dem nahe gelegenen Hügel Kojál entstand zwischen 1956 und 1958 ein Sendeturm für Fernsehen und Rundfunk. Gepfarrt ist das Dorf nach Lipovec.

## Gemeindegliederung
Für die Gemeinde Kulířov sind keine Ortsteile ausgewiesen.

## Sehenswürdigkeiten
- Kapelle der hl. Anna, erbaut ab 1948. Zwischen 1968 und 1970 wurde die Kapelle nach der Devastation des Friedhofs neu errichtet
- Naturdenkmal Studnické louky, südöstlich des Ortes
- Sendeturm Kojál